# Lone Butte
Lone Butte är ett berg i Kanada.   Det ligger i provinsen British Columbia, i den södra delen av landet, 3 400 km väster om huvudstaden Ottawa. Toppen på Lone Butte är 1 237 meter över havet, eller 62 meter över den omgivande terrängen. Bredden vid basen är 2,4 km. Lone Butte ligger vid sjön Irish Lake.
Terrängen runt Lone Butte är platt söderut, men norrut är den kuperad. Trakten runt Lone Butte är nära nog obefolkad, med mindre än två invånare per kvadratkilometer.. Närmaste större samhälle är 100 Mile House, 13,1 km nordväst om Lone Butte. 
I omgivningarna runt Lone Butte växer i huvudsak barrskog.